# Jacobus Venter
Jacobus "Jaco" Venter (Stellenbosch, 13 de febrer de 1987) és un ciclista sud-africà professional des del 2006 i actualment al Team Dimension Data. Del seu palmarès destaquen el campionat nacional en contrarellotge i el de campionat nacional en ruta.

## Palmarès
- 2007
  - 1r al Powerade Dome 2 Dome Cycling Spectacular
- 2009
  -  Campió de Sud-àfrica en contrarellotge
  -  Campió de Sud-àfrica sub-23 en contrarellotge
- 2016
  -  Campió de Sud-àfrica en ruta

### Resultats a la Volta a Espanya
- 2014. 123è de la classificació general
- 2015. 122è de la classificació general
- 2016. 145è de la classificació general
- 2019. 129è de la classificació general

### Resultats al Giro d'Itàlia
- 2016. 101è de la classificació general
- 2018. 95è de la classificació general

### Resultats al Tour de França
- 2017. 162è de la classificació general